# Jules Bovéry
Pour les articles homonymes, voir Bovéry.
 (janvier 2021).
La mise en forme du texte ne suit pas les recommandations de Wikipédia : il faut le « wikifier ».
Les points d'amélioration suivants sont les cas les plus fréquents :
- Les titres sont pré-formatés par le logiciel. Ils ne sont ni en capitales, ni en gras.
- Le texte ne doit pas être écrit en capitales (les noms de famille non plus), ni en gras, ni en italique, ni en « petit »…
- Le gras n'est utilisé que pour surligner le titre de l'article dans l'introduction, une seule fois.
- L'italique est rarement utilisé : mots en langue étrangère, titres d'œuvres, noms de bateaux, etc.
- Les citations ne sont pas en italique mais en corps de texte normal. Elles sont entourées par des guillemets français : « et ».
- Les listes à puces sont à éviter, des paragraphes rédigés étant largement préférés. Les tableaux sont à réserver à la présentation de données structurées (résultats, etc.).
- Les appels de note de bas de page (petits chiffres en exposant, introduits par l'outil «  Source ») sont à placer entre la fin de phrase et le point final[comme ça].
- Les liens internes (vers d'autres articles de Wikipédia) sont à choisir avec parcimonie. Créez des liens vers des articles approfondissant le sujet. Les termes génériques sans rapport avec le sujet sont à éviter, ainsi que les répétitions de liens vers un même terme.
- Les liens externes sont à placer uniquement dans une section « Liens externes », à la fin de l'article. Ces liens sont à choisir avec parcimonie suivant les règles définies. Si un lien sert de source à l'article, son insertion dans le texte est à faire par les notes de bas de page.
- La présentation des références doit suivre les conventions bibliographiques. Il est recommandé d'utiliser les modèles {{Ouvrage}}, {{Chapitre}}, {{Article}}, {{Lien web}} et/ou {{Bibliographie}}. Le mode d'édition visuel peut mettre en forme automatiquement les références.
- Insérer une infobox (cadre d'informations à droite) n'est pas obligatoire pour parachever la mise en page.

Pour une aide détaillée, merci de consulter Aide:Wikification.
Si vous pensez que ces points ont été résolus, vous pouvez retirer ce bandeau et améliorer la mise en forme d'un autre article.
 (janvier 2021).
Jules Bovéry (né Antoine Nicolas Joseph Bovy à Liège le 21 octobre 1808 et mort à Paris le 17 juillet 1868) était un violoniste, chef d'orchestre et compositeur belge. Il est l'auteur d'opéras comiques, d'opérettes, pantomimes et chansons.

## Biographie
Selon certaines sources (Voir bibliographie), Bovéry a reçu sa formation musicale d'abord à Liège, puis à Paris, a été maître de chapelle à Lille et à Gand (ou chef d'orchestre du théâtre de Gand, selon Riemann, de 1842 à 52 selon une autre source), et a travaillé à Amsterdam (1839) et Anvers. Il aurait vécu quelque temps à Douai où il a vu la première de son opéra Paul I.
L'ouvrage d'Arthur Pougincite Amédée Méreaux, qui a connu Bovéry à l'époque où celui-ci était chef d'orchestre à Rouen. Selon lui, Bovéry est arrivé à Paris alors qu'il n'avait pas terminé ses études littéraires. Obligé de gagner sa vie en occupant des emplois modestes ("il copiait de la musique, il se faisait choriste au théâtre, chantre à l'église"), il a appris seul le violon et l'harmonie et a réussi à devenir "artiste musicien". Méreaux conclut en disant que "[s]a position fut toujours modeste, il vécut péniblement, mais entouré de la considération publique et de l'estime des artistes." On sait par ailleurs que Bovéry fut premier chef d’orchestre au Théâtre des Arts de Rouen (mai 1840-1844 et 1852-1855). L'auteur de la notice ajoute ensuite qu'il a connu Bovéry "au petit théâtre des Folies-Nouvelles" vers 1856 : "Il était engagé là comme premier violon et comme compositeur, devant écrire chaque année la musique d'un certain nombre d'opérettes et de ballets-pantomimes." La musique de Bovéry était "absolument banale, sans saveur aucune, et présentait, si l'on peut dire, un reflet de toutes les écoles." Il cite ensuite un certain nombre d'opérettes et pantomimes (dont Les Statues vivantes et Pierrot Dandin). Quelques années plus tard, Bovéry devint chef d'orchestre des Folies-St-Germain, "jusque vers 1865 ou 1866". L'auteur cite enfin la Galerie biographique des Artistes musiciens belges d'Ed. Gregoir, qui mentionne "un opéra-comique en un acte représenté à Liège, La Carte à payer, dont le livret avait sans doute été tiré de l'ancien vaudeville qui porte le même titre. M. Gregoir cite aussi une cantate, France et Angleterre, une ouverture triomphale, et un Ave Regina exécuté à Rouen en 1831, à l'occasion d'une grande fête musicale organisée par Bovery (sic), et deux morceaux religieux exécutés en 1847 au festival de Gand."
Son fils, Victor Bovéry, a composé deux opérettes en un acte, En Contravention (paroles de Gresset, créée au théâtre des Batignolles le 17 juillet 1880) ; et Estafette paroles de Viteau (peut-être Paul Viteau (1848-1918), créée au théâtre de Montmartre le 23 août 1879) ; La Famille du Conscrit : drame populaire, par Albert Caise (1840-1908 ) et Ed. Paillard, dont la partition a été publiée en 1875, ainsi que La petite veuve, Les prétendants de Lizine, Mam'zelle Lulu, Mascarille le troubadour, Un mariage à la mer.

## Œuvres
- (La Mort de) Paul 1er, opéra en trois actes, paroles de Charles Luce-Varlet[8], et Victor Lefèvre, représenté à Douai en 1834. Félix Clément précise que "[c]e fut presque le début de ce bon musicien qui lutta pendant de longues années contre la fortune et qui est mort récemment chef d'orchestre d'un des plus modestes théâtres de Paris. L'auteur de Jacques Artevelde, du Giaour, était un mélodiste distingué et plusieurs de ses romances sont devenues justement populaires."
- Mathieu Laensberg, opéra-comique en deux actes, livret de Ferdinand de Villeneuve and Louis-Émile Vanderburch, créé au Théâtre Municipal de Douai (1833)
- Isoline, ou La châtelaine bergerette : ballet-pantomime en deux actes de Victor Bartholomin, Lyon, 4 janvier 1838
- Le Giaour (1839); grand opéra en trois actes, livret d'Antony Rénal et Louis Tavernier, Grand théâtre de Lyon, 3 avril 1839, Théâtre d'Amsterdam 13 février 1840 et Anvers. (Selon Mélanie Guérimand, la création à Lyon date du 3 avril 1837, les reprises ont eu lieu à Amsterdam et La Haye, puis le 21 décembre 1840 au Théâtre des Arts, à Rouen. Elle ajoute qu'à chaque fois Bovéry dirigeait les théâtres de ces villes[9].
- La Tour de Rouen, épisode lyrique historique en 1 acte, paroles d'Octave Féré, créé à Rouen, Théâtre des Arts, le 3 mars 1843.
- Charles II, opéra en un acte, "représenté sur les théâtres des banlieues de Paris"[10], Paris (1844) - On appelait ainsi les théâtres construits par Pierre-Jacques Seveste hors de l'enceinte des Fermiers Généraux.
- Jacques van Artevelde, grand opéra national en 5 actes et 6 tableaux, livret d'Hippoliet Van Peene, "représenté à Bruxelles le 27 décembre 1846, et sur le théâtre de Gand la même année [créé au Théâtre Minard selon le site de Standord) ou au grand Théâtre de Gand, actuel Opéra royal, selon le Bulletin de la Société historique et archéologique de Gand de 1906[11]]. Les personnages de cet opéra national étaient : Van Artevelde, Sohier le Courtraisien, Louis de Nevers, Christine de Baronaige, épouse de Van Artevelde. On ne négligea rien pour donner à cet ouvrage toute l'importance que réclamaient les souvenirs historiques qu'il devait évoquer." [12] Félix De Vigne réalisa les dessins de plus de 150 costumes.
- Les Bluets du mois de Marie (1853), mélodie religieuse. Paroles de Salvador Tuffet (par ailleurs collaborateur au Tintamarre), illustré par Alfred Albert (1814?-1879). Paris : Heugel et Cie.
- Statues vivantes, pantomime de Charles Laurent ("ténor d'opéra comique", qui tenait le rôle de Jocrisse), créée au Théâtre des Folies-Nouvelles le 23 juillet 1855
- Les Jolis Chasseurs, hallali musical de Charles Bridault, créé au Théâtre des Folies-Nouvelles le 23 septembre 1855
- En vendanges, pantomime de Doyen et Paul Legrand, Théâtre des Folies-Nouvelles, 30 septembre 1855
- Le Donjon de Vincennes, drame en 5 actes, livret d'Eugène Grangé et Adolphe d'Ennery créé au Théâtre impérial du Cirque le 8 novembre 1855
- La Femme qui trompe, pantomime de Lesage (Altaroche), Théâtre des Folies-Nouvelles, 25 novembre 1855
- Le Médecin des moutards, parodie-pantomime en 3 tableaux de Paul Legrand et Charles Blondelet (parodie du drame d'Adolphe d'Ennery et Anicet Bourgeois, Le Médecin des enfants, qui attirait les foules au théâtre de la Gaîté), Théâtre des Folies-Nouvelles, 2 décembre 1855
- Mort et Remords, pantomime de Charles Bridault et Paul Legrand, Théâtre des Folies-Nouvelles, 14 mars 1856
- Pierrot bureaucrate, pantomime de Pol Mercier et Paul Legrand, Théâtre des Folies-Nouvelles, 5 avril 1856
- Zerbine, tableau bouffe (ou opérette en un acte), imité de La Servante Maîtresse, livret de Déaddé Saint-Yves et Octave Féré, créé aux Folies-Nouvelles le 10 mai 1856 et repris à l'Alcazar lyrique en octobre 1867.
- Pierrot boursier, pantomime de Charles Bridault et Nadar, Théâtre des Folies-Nouvelles, 23 mai 1856
- Madame Mascarille, opérette, livret de Jules Viard donnée aux Folies-Nouvelles le 1er mars 1856 et citée par Oscar Wilde dans sa description de la vie à Paris.
- Trop beau pour qu'on le voie : opéra bouffe, paroles de Varin et Henry de Kock, aux Folies-Nouvelles le 8 juillet 1856
- Les Carabins, pantomime de Pol Mercier et Paul Legrand, 25 octobre 1856
- A la brune, opérette de Lemercier de Neuville, Théâtre des Folies-Nouvelles le 25 décembre 1856
- Gribouille, pantomime de Perraud, Folies-Nouvelles le 6 janvier 1857
- Une trilogie de Pierrots, pantomime de Paul Legrand, Folies-Nouvelles le 20 janvier 1857
- Plus de femmes, opérette de René Lordereau, Folies-Nouvelles le 8 novembre 1857
- Turlututu chapeau pointu : grande féerie en trois actes et trente tableaux, par Clairville, Albert Monnier et Édouard Martin, publication 1858
- Les mers polaires, drame en 5 actes, avec un prologue par M. Charles-Edmond Chojecki, créé au Théâtre Impérial du Cirque, 7 juin 1858
- Le Mouton de Bengale, vaudeville par Adrien-Robert Basset et Henri Bocage, créé au Théâtre de Cluny, 1867
- Un cousin de retour de l'Inde, opérette d'Achille Eyraud et Victor Roussy, créée au Théâtre de Cluny, 22 mars 1868
- Les Étrennes du bon dieu, paroles de Filip Bonau (Philippe Bonnaud)
- Les Boutons de manchettes, opérette en un acte, livre de MM. Martial C*** et Edmé Thomas, créée au Concert des Porcherons, place Cadet, le 10 mars 1869 (Le café-concert des Porcherons, inauguré le 19 décembre 1868 par un M. Massip, avait ouvert au 29, place Cadet, adresse devenue ensuite le 27, rue Cadet : il s'agit sans doute des locaux occupés aussi par le photographe  Pierre Petit)
- Un drame au 5me (sic) étage, opérette en 1 acte, poëme (sic) de F. de Lange, créée à l' Eldorado de Paris le 1er juillet 1868.

## Sources
- Geïllustreerd muzieklexicon (Lexique de la musique illustré), édité par M. G. Keller et Jacob Philip Kruseman, avec la coopération de Sem Dresden, Wouter Hutschenruijter (1859-1943), Willem Landré, Alexander Voormolen et Henri Zagwijn ; publié en 1932/1949 par J. Philip Kruseman, La Haye ; supplément page 56 ;
- Henri Viotta le cite dans son Lexicon der Toonkunst (1881) ; François-Joseph Fétis dans sa Biographie universelle des musiciens et bibliographie générale de la musique (1889) ; Hugo Riemann dans son Dictionnaire de musique traduit du Musiklexikon, revu et augmenté par Georges Humbert, 1899, 4e édition  p. 99.
- Louis Henry Lecomte (1844-1914), Histoire des théâtres de Paris, Paris, H. Daragon, 1909 (https://archive.org/details/histoiredefol00leco) ;
- La symphonie dans la cité : Lille au XIXe siècle, de Guy Gosselin (Vrin) ;
- Site de l'opéra de Stanford .